# Steven Tyler
Pour les articles homonymes, voir Tyler.
Steven Victor Tallarico, dit Steven Tyler, né le 26 mars 1948 à Yonkers (État de New York), est un chanteur et musicien américain. Il est le chanteur du groupe hard rock américain Aerosmith. Il y joue également des claviers et de l'harmonica.
Il est connu pour son énergie, ses tenues portées sur scène et surtout sa voix d'où son surnom : « The Demon Of Screaming » (le démon hurlant). Steven Tyler figure parmi les 100 meilleurs chanteurs au monde, selon le magazine Rolling Stones. Il a été classé à la 3e place du Hit parader's top 100 metal vocalists of all time. Steven Tyler (tout comme son complice Joe Perry) fait partie des artistes distingués au Songwriters Hall of Fame.

## Carrière

### Débuts
Steven Tyler rencontra Joe Perry à Sunapee, dans un restaurant appelé « The Anchorage ». À ce moment-là, Steven faisait partie d’un groupe qu’on appelait « Chain Reaction ». Leurs échanges furent courts et ils n’avaient aucune idée de ce qui les attendait. Joe Perry n’habitait qu’à 10 km de Steven, tout près d’un lac. Un peu plus tard dans sa vie, le père de Steven lui offrit un emploi dans un groupe de musique. Son jeune fils allait alors être un batteur. Cela lui donna la chance de jouer trois soirs par semaine, durant tout l’été. Steven ne raffolait pas du répertoire musical que présentait ce groupe en question. On pouvait y entendre du cha-cha-cha, du foxtrot et des chansons issues de Broadway telles que Summertime tiré de Porgy and Bess. Steven n’appréciait pas tellement le public qui assistait aux spectacles et il avait un peu honte. Il délaissa cet emploi après 2 ou 3 étés. À 15 ans, Steven découvrit son amour pour la batterie. Il acheta des disques d’instructions par Sandy Nelson afin d’apprendre la technique. Ensuite, il prit des cours avec le WWDU. La première fois qu’il monta sur scène fut à la ferme, à l’été de 1963. Le premier groupe de Steven Tyler se nommait les Strangers. On y voyait Don Solomon, Peter Stahl et Alan Stohmayer. Peter était à la guitare, Alan à la basse, Don était le chanteur et Steven le batteur. Avec ces musiciens, il jouait, par exemple, la chanson Wipeout. Pour ce qui est de la carrière de Steven Tyler comme chanteur, il vécut sa première expérience dans un bar où il était employé en premier lieu comme batteur. C’est en entendant les premières notes de In my Room des Beach Boys qu’il s’empara du microphone et annonça à la surprise du groupe qu’il allait s’approprier ce moment et chanter ce morceau. Les Strangers donnaient un nombre grandissant de performances. Ces derniers avaient un slogan : « The Strangers – English Sounds, American R&B. »
Parfois, Steven vagabondait dans le Bronx au Morris Park Avenue avec son ami et le père de ce dernier. À l'époque, un groupe local de rock'n'roll du Bronx dénommé the Bell Notes y jouait. Dans les entre-deux, Steven et son ami Ray avaient alors la chance de jouer des morceaux tels que I’ve Had It et Cotton Fields. Un peu plus tard, les deux jeunes hommes rejoignirent un groupe appelé Dantes qui était basé autour de ce groupe qu’on appelait les Green Mountain Boys. À cette période, Steven alternait entre le groupe des Strangers et des Dantes. Côté qualité sonore, les Dantes étaient plus noirs et rappelaient les Rolling Stones, tandis que Les Strangers avaient une façade à la Beatles. Avec le temps, Steven devint le chanteur principal des Strangers.
Il fit un passage dans une école appelée Jose Quintano, sur la 156e rue, au 56 ouest. Cette école formait des jeunes professionnels. Il retient de ce moment sa rencontre avec Steve Martin, où il expérimenta pour sa toute première fois un studio d’enregistrement. L’endroit où son compatriote l’avait amené s'appelait L’Apostolic. Il se trouve que Jimi Hendrix avait fréquenté les lieux seulement deux mois avant qu’il n'y mette les pieds.
Le 24 juillet 1966, les Strangers jouèrent en première partie pour les Beach Boys. Ce concert eut lieu au Iona College. Un peu plus tard dans la soirée, le promoteur Pete Bennett aborda Steven Tyler en lui proposant à son groupe et lui de faire l'ouverture des quatre prochains spectacles des Beach Boys, à New York. Bennett fut aussi le manager des Beatles et travailla avec Elvis Presley, Frank Sinatra et Bob Dylan. Lorsque les Strangers devinrent un peu plus populaires, ils changèrent de nom pour s’appeler Chain Reaction.

### Chain Reaction
Henry Smith fut leur machiniste itinérant, ou comme qui dirait leur Roadie, pendant un long moment. Ce dernier réussissait à obtenir de grandes opportunités pour le groupe. Ils eurent la chance de faire la première partie de Sly and the Family Stone, des Byrds et du groupe favori de Steven : les Yardbirds, alors composé de Jimmy Page à la basse et Jeff Beck à la guitare. De l’hiver 1966 jusqu’au printemps 1967, ils donnèrent bon nombre de spectacles. Ils étaient, la plupart du temps, en première partie des autres groupes. Ils ouvrirent pour Left Banke, the Soul Survivors, the Shangri-Las, Leslie West and the Vagrants, Jay and the Americans et Frank Sinatra. Par la suite, Pete Bennett annonça à Steven Tyler qu’il voulait chasser tous les membres du groupe lors de ce concert. Steven refusa. Le dernier concert du groupe eut lieu le 18 juin 1967 au Brooklawn Country Club, dans le Connecticut.

### Autres groupes
Un peu plus tard cet été-là, Steven forma alors un autre groupe, nommé William Proud. On y trouvait Twitty Farren à la guitare, Peter Bover, Mouse McElroy et Eddie Kisler. C’est lorsque le groupe se rendit à Long Island que Steven les quitta.
Fox Chase s’avère être le tout dernier groupe dont il fut membre. Ils ont déjà joué pour certaines fraternités, lors de concerts qu’ils qualifièrent d'assez sauvages.

### Aerosmith: le commencement
C’est en 1969 au festival de Woodstock que Steven Tyler fit la rencontre de Joey Kramer, le futur batteur de ce qui allait devenir Aerosmith. Plus tard, lors d’un des étés passés à Sunapee, Steven reçut la visite de Joe Perry chez ses parents, où il habitait encore. L’endroit, plus précisément, était à Trow-Rico. Ce dernier lui proposa d’assister à une prestation de son groupe appelé le Jam Band, avec en vedette Joe Perry, Tom Hamilton et un dénommé Pudge Scott. John McGuire en était le chanteur principal. Le son nouveau du groupe faisait d'eux les pionniers du rock britannique. Lors de cette soirée à laquelle Steven assista, Joe s’empara du micro pour chanter la chanson I’m going home. Selon Steven, ce dernier ne possédait pas de capacités vocales : il ne faisait que parler à la Bob Dylan. Le concert fut un mélange de riffs et au total de trois chansons. Alors qu’il pensait que c’était peine perdue, Joe enflamma l’audience avec sa guitare durant « Train Kept a Rollin». Durant toute sa vie, Steven avait été à la recherche d’un frère, un compagnon de vie qui l’accompagnerait dans ses périples afin de percer dans le domaine musical. Il ne voulait surtout pas être dans un groupe sans celui qu’il recherchait. Lorsqu’il rencontra Joe, il sut instantanément que ce dernier allait être son allié, son double, son « frère démon ». Durant ce temps, Tom et Joe étaient tous les deux à l’école secondaire et ils pensaient faire des études supérieures. Pour Steven, c’était catégoriquement le contraire. Ainsi, ils décidèrent d’emménager tous ensemble à Boston. Ce fut durant le trajet que Steven entreprit la composition de Make it, make it, make it, break it, leur tout premier morceau en tant que groupe, qui figure sur leur premier disque : Aerosmith.
C’est donc à l'automne 1970 que le groupe arriva dans la ville de Boston, un grand contraste en comparaison avec Sunapee. Cela, Steven l’avait bien remarqué. Leur appartement était situé au 1325, Avenue Commonwealth. Ils y logeaient donc tous les quatre : Steven, Joe, Joey et Tom. Puisque Steven était maintenant le chanteur principal dans un groupe, il devait céder sa position de batteur à quelqu'un d’autre : Joey fut l’heureux élu. Bien sûr, Steven s'arrogeait souvent le droit d’être plus strict avec Joey, se disant qu’il en savait plus et qu’en étant un ancien batteur, il pouvait bien lui apprendre des « trucs ». Cela affecta un peu leur relation. Steven admet avoir été très dur sur son compte, étant un très grand perfectionniste. Comme exemple, il s’est lui-même approprié la composition des percussions dans la chanson Walk this Way. Le batteur Joey Krammer affirme même qu'à la suite de ce problème, il aurait développé un certain tic. De plus, un autre membre occasionnel du groupe y figurait dans ce temps : Ray Tabano. Ce dernier jouait aussi de la guitare. En 1971, c’est le membre actuel Brad Whitford qui le remplaça. Alors que les temps étaient durs pour tout le groupe, côté monétaire et travail, Steven s’en inspira pour écrire la chanson Movin’ Out. Ces derniers n’avaient alors pas encore percé. Ils pratiquaient à l’université de Boston.
Le groupe cherchait des opportunités de concerts dans les collèges, les écoles secondaires et les monts de Ski. Ils jouaient à peu près tous les weekends et pratiquaient durant la semaine. Cela leur rapportait une modique somme de 300 $ la nuit. Ils essayaient de se construire un groupe de fans dans chaque petite ville ou village qu'ils visitaient. Sur leur Setlist, on pouvait y trouver des morceaux issus du blues rock britannique.
Steven parvint non sans efforts à transmettre un tant soit peu sa passion de la mode aux membres du groupe. Il les emmena dans un magasin nommé Caprice, qui était en face de l’Intermedia Sound, où il enregistrèrent leur premier album.
Pour Steven, il était très important de cohabiter avec les membres du groupe et lorsque Joe Perry emménagea avec sa petite amie Elyssa Jerret, il se sentit en quelque sorte abandonné par cet homme qu'il considérait comme son frère et développa alors une grande haine envers Elyssa. Les paroles de Sweet Emotion écrites par Steven sont d'ailleurs directement adressées à Elyssa Jerret.
Vers décembre 1971, alors que Steven et son groupe traversaient une période difficile (manque d'argent, aucun contrat de spectacles, aucun lieu où jouer…), ils firent la connaissance de Frank Connelly qui devint leur manager.

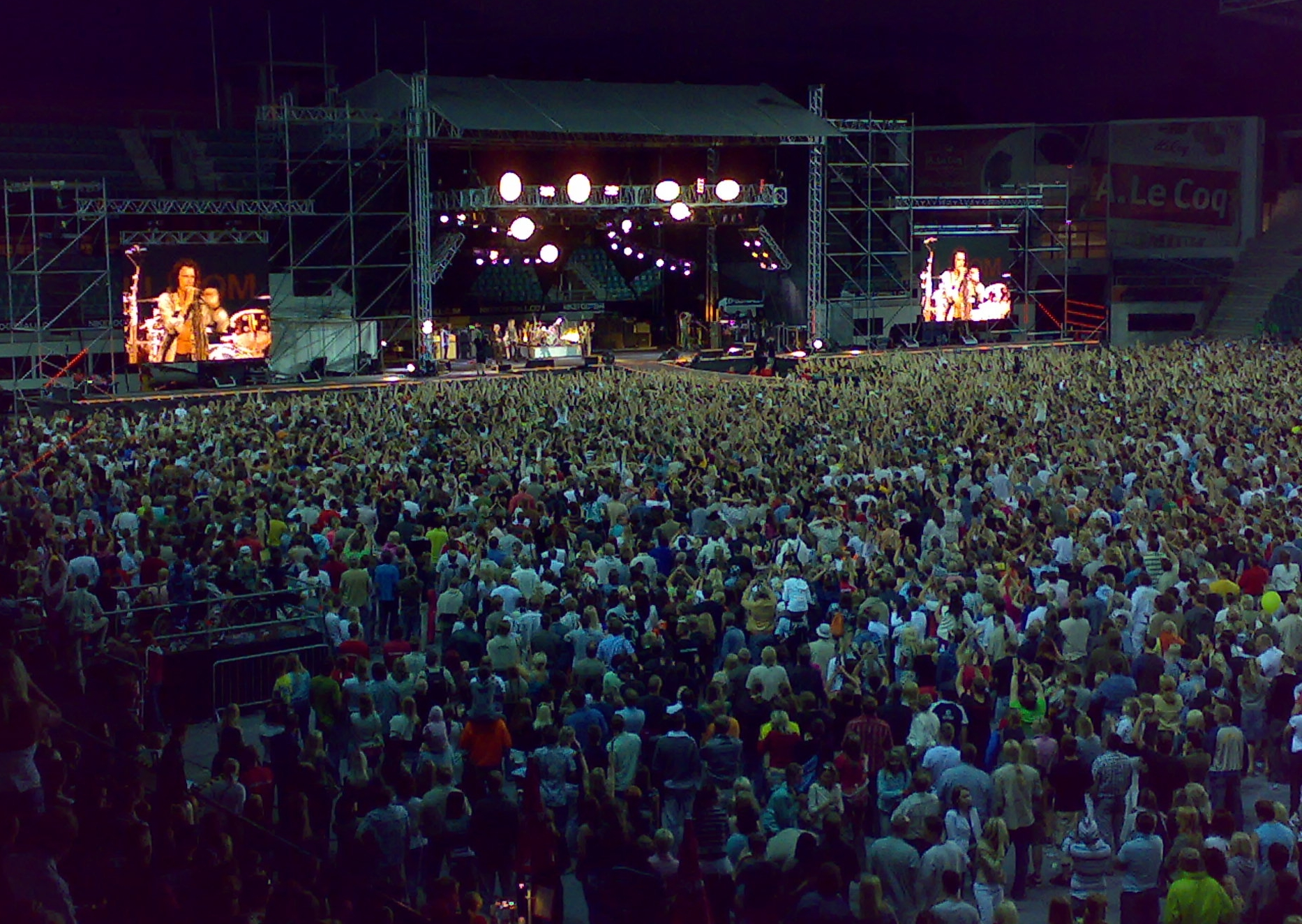
World Tour 2007.

### Aerosmith: l'essor du groupe
Frank Connelly aida le groupe en permettant notamment d'attirer comme nouveaux partenaires dans l'équipe David Krebs et Steve Leber, ces derniers s’y connaissant tous deux dans l’industrie de l’enregistrement. Un peu plus tard, Steven et le groupe déménagèrent au 39, rue Kent, à Boston. C’est en 1972 qu’Aerosmith signa avec Colombia Records avec l’aide de Clive Davis pour 125 000 $ dollars.

### Influences

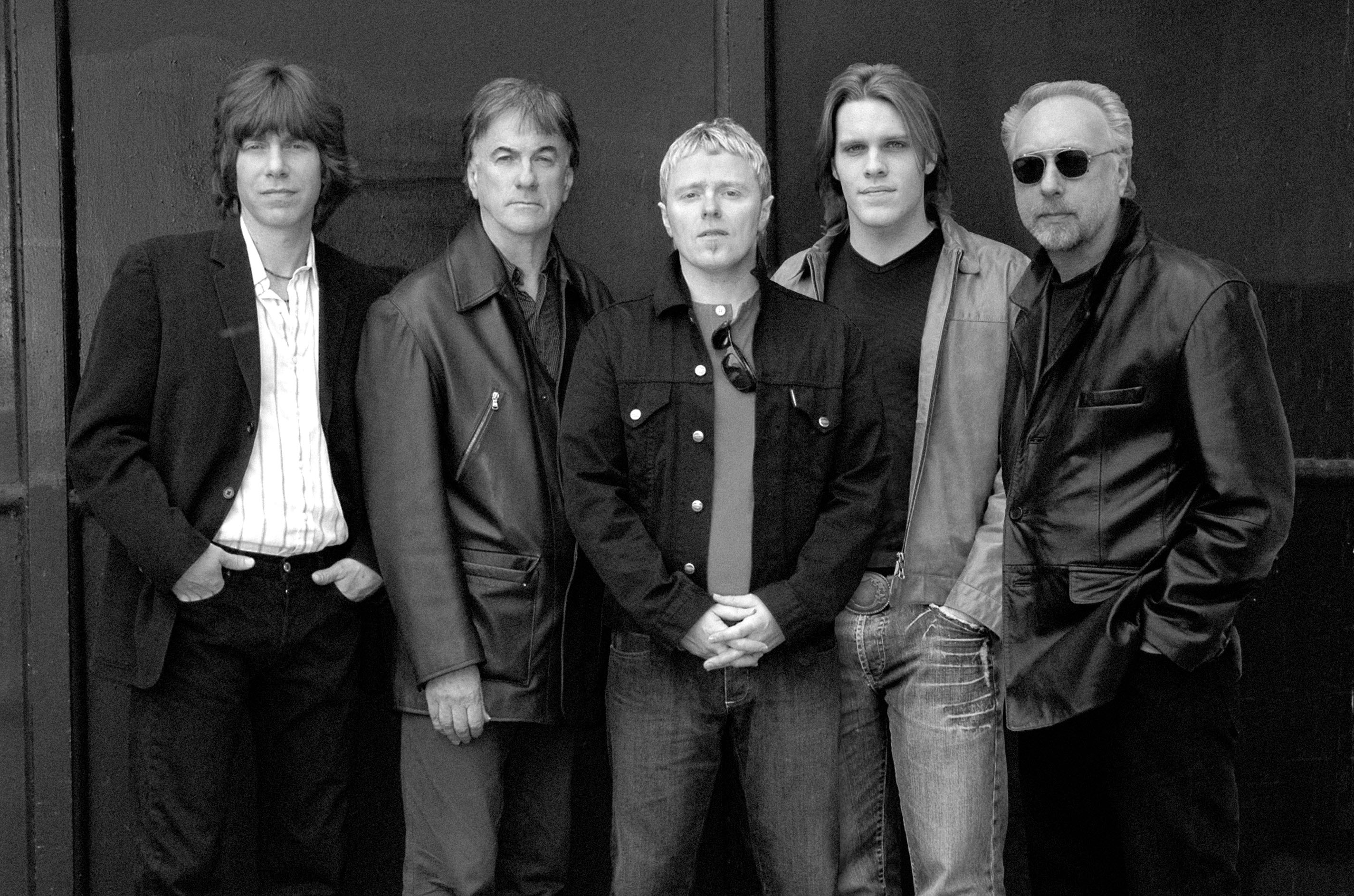
The Yardbirds : groupe favori de Steven.

Depuis son tout jeune âge, Steven écoute des artistes tels que Beethoven, Chopin, Bach et Debussy. Son père l'initia au piano. On peut aussi déceler dans le groupe dont il est le chanteur et le compositeur principal des influences du blues, d’artistes tels que les Beatles, Led Zeppelin et Cream, mais aussi les Rolling Stones et les Yardbirds. Steven déclare qu'il admire un personnage dénommé « Gypsie Boots », que sa mère mentionnait souvent durant son enfance, mais aussi un compositeur bohémien nommé Eden Ahbez. La première chanson qui fit vibrer Steven fut All for the Love of a Girl de Johnny Horton. Aussi, il admirait énormément les Everly Brothers, dont les titres fétiches du chanteur étaient I wonder if I care as much, Cath’s Clown, Let it be me, So sad et when Will I be love. Côté rock n’roll, il avoue avoir connu et écouté davantage Chubby Checker and Dimah the Incredible Diving Horse qu'Elvis Presley. On compte parmi ses inspirations d’autres artistes tels que Janis Joplin, Chuck Berry, Bo Diddley, Eddie Cochran, Little Richard et The Beach Boys. De plus, on y retrouve des influences de the Animals et the Pretty Things. Steven copiait plusieurs styles et idées, s’inspirant de plusieurs éléments de la vie d'autres artistes. Par exemple, il pratiquait la lecture de la poésie que Bob Dylan aimait : Allen Ginsberg, Jack Kerouac et Gregory Corso. Aussi, l’un des écrivains que Steven prône et qu'il considère comme son gourou est Aldous Huxley, le fameux créateur de « The Doors of Perception ». Il admire de même Coleridge et de Quincey : ils maintenaient selon lui une grande ouverture d’esprit qui ne suivaient pas les conventions.
Dans les années 1970, Steven se laissa influencer par des groupes tels que les Rolling Stones, the Who, Pink Floyd, Black Sabbath, Deep Purple et Led Zeppelin. L’un de ses albums favoris est celui de Stevie Wonder : Song in the Key of Life. Il adorait également les œuvres de Taj Mahal et Deep Purple. C’est selon ce dernier des éléments d’inspiration pour Aerosmith.

### Styles et signatures

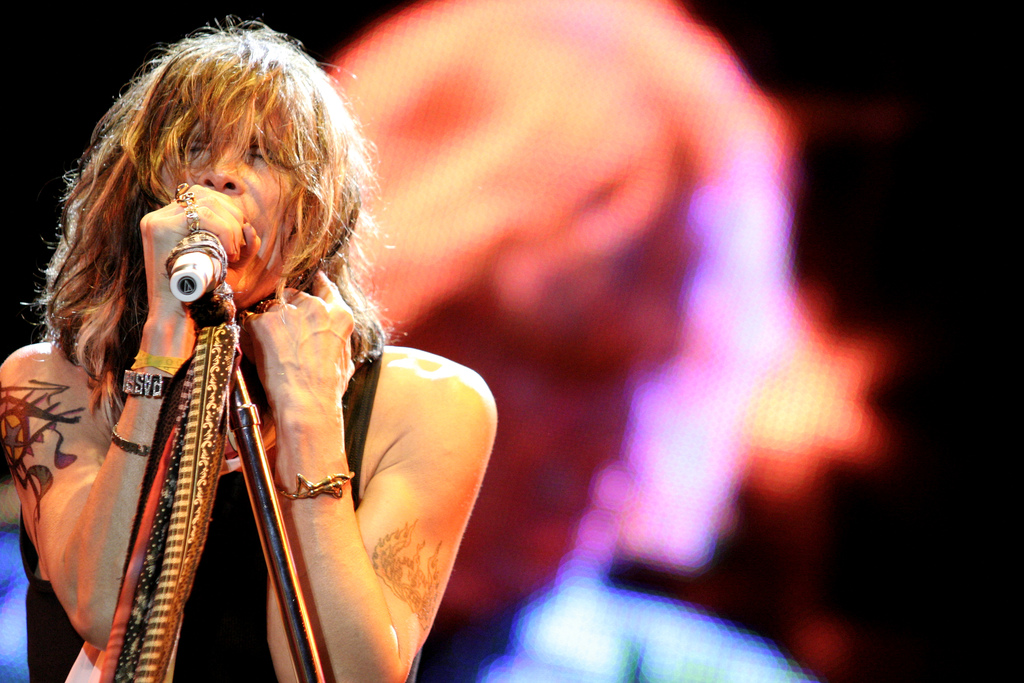
Son style bien à lui.

Steven Tyler est connu pour ses allures et son style propre. Déjà tôt dans sa vie, il suivait les derniers courants des Mods. Ce dernier faisait les boutiques de Greenwich Village pour y trouver des vêtements tels que des vestes en cuir et des pantalons à motif damier. Il achetait diverses bottes et talons hauts. L’une des boutiques s’appelait Paul Sargent’s. Il se paraît de chandails fleuris et de ses fameuses écharpes en satin qui devinrent de loin sa plus grande signature. L’un de ses premiers rituels était de marquer son territoire avec de l’encens, tout autour des amplificateurs et au devant de la scène. Selon lui, pendant ces années, tous les gens ressemblaient à Andy Warhol. Steven admirait Marianne Faithfull et Anita Pallenberg avec leur allure de gypsie. C’est par contre Janis Joplin que Steven vénérait pour son style vestimentaire. Il eut par ailleurs maints contacts avec la boutique de Vivienne Westwood.

### Années récentes

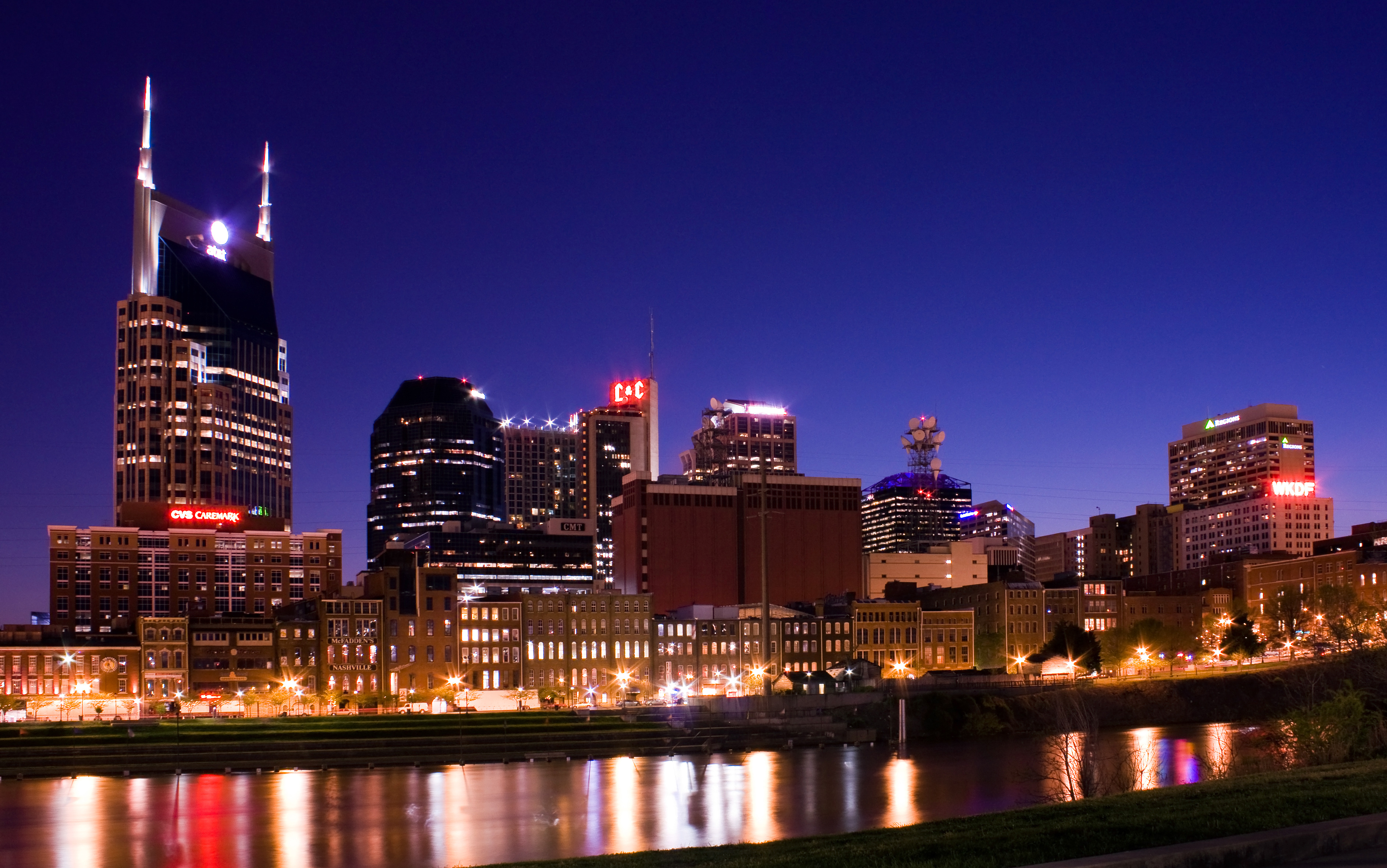
Nashville dans le Tennessee.

Dans ces derniers temps, il s’avère que le chanteur d’Aerosmith s’est relocalisé à Nashville pour travailler en collaboration avec des compositeurs locaux. Le 15 juillet 2016, Steven a sorti son premier album solo de country, We're All Somebody From Somewhere (incluant la chanson Love Is Your Name), projet qui lui tenait à cœur depuis plusieurs années. On peut y découvrir également des sonorités blues, ainsi qu'une reprise de Piece of My Heart, de son idole Janis Joplin. On a pu le voir comme mentor dans American Idol, rejoignant Tim McGraw, Reba McEntire et The Band Perry. Le rockeur ne serait pas inconnu du monde country et de sa musique. Il a déjà joué à l’académie de country avec Carrie Underwood un medley de Walk this way, Just a Dream et Undo It.
En 2022, il est invité par le rappeur Eminem pour interpréter le début du morceau Dream On ainsi que le refrain de Sing for the Moment, celui du rappeur qui utilise un sample de la chanson d'Aerosmith, sur la scène du Rock and Roll Hall of Fame.

## Vie privée

### Enfance
Steven Victor Tallarico est né le 26 mars 1948 à la Stuyvesant Polyclinic à Manhattan, New York, et a déménagé dans le Bronx à l'âge de trois ans. La famille a déménagé au 100 Pembrook Drive dans le nord-est de Yonkers en 1957, alors qu'il avait environ neuf ans. Tallarico est le fils de Susan Ray (née Blancha ; 2 juin 1925 – 4 juillet 2008), une secrétaire, et de Victor A. Tallarico (14 mai 1916 – 10 septembre 2011), un musicien classique et pianiste qui a enseigné la musique au lycée Cardinal Spellman dans le Bronx.
Le père de Steven était d'origine italienne et allemande, tandis que sa mère était d'ascendance ukrainienne et anglaise. Il a noté à plusieurs reprises que son grand-père maternel était ukrainien, et a changé son nom de famille de "Czarnyszewicz" (du polonais : czarny, lit. 'black') en "Blancha" (peut-être du français : blanche). Son grand-père paternel, Giovanni Tallarico, était originaire de Cotronei, en Calabre, en Italie. Tyler a appris dans l'émission de généalogie Who Do You Think You Are? que son arrière-arrière-arrière-grand-père était en partie afro-américain. Steven a une sœur aînée nommée Lynda.
Steven a fréquenté le lycée Roosevelt sur Tuckahoe Road à Yonkers, New York, à environ un mile de sa maison, mais a été expulsé de l'école juste avant l'obtention du diplôme en raison de la consommation de marijuana. Il est ensuite diplômé de l'école de Quintano pour les jeunes professionnels.
À 17 ans, il a passé du temps à Greenwich Village, New York, dont le point culminant était d'assister à un concert des Rolling Stones. Steven déclare que lui et ses amis "ont traîné pendant un moment, bourdonnant comme un fou juste parce que nous avons pu les toucher." Il a ajouté : " Tout le monde m'a dit que je ressemblais à Mick Jagger avec mes grandes lèvres et Keith Richards était essentiellement le musicien que j'aimais plus que tout. » Une photo dans l'autobiographie du groupe Walk This Way montre Tyler debout derrière Mick Jagger devant un hôtel.

### Origines
Son père est d'origine italienne (la famille des Tallarico vient de Calabre, en Italie), et se nomme Victor. D'origine anglaise et polonaise, sa mère, Susan Ray Tallarico, décède à l’âge de 84 ans, à Nashua, dans le New Hampshire en 2008. Il a une sœur, Lynda.

### Intérêts et passe-temps
À un jeune âge, Steven aimait beaucoup s’amuser avec son lance-pierre et sa carabine à air comprimé. Il appréciait aussi aller à la pêche et errer dans la montagne. Il se dit être un individu de forêt, appréciant les arbres, les oiseaux et autres petits animaux. Se retrouver dans un studio d’enregistrement qui ne laisse passer aucun son lui déplaît fortement. Steven Tyler est un être spirituel, mais n’adhère pas vraiment à sa religion de base. Il fut toutefois introduit à la spiritualité par une presbytérienne nommée Ruth Lonshey, qui était professeur de chorale au sein d’une église dans le Bronx.

### Relations amoureuses
Pendant un moment, Steven vécut avec Lynn Collins, une de ses copines qu'il enleva des bras du guitariste Marvin Patacki. Dans les premières années d’Aerosmith, il fréquentait une disc-jockey qui travaillait dans une station de radio. La toute première petite amie de Steven se nommait Geraldine Ripetti, et sa première femme fut Cyrinda Foxe.
En 1976, il entretient une relation avec le mannequin Bebe Buell avec qui il eut une fille, l'actrice Liv Tyler (Buell déclare initialement que le père est Todd Rundgren pour protéger Liv de Steven, alors toxicomane). En 1978, il se marie avec Cyrinda Foxe, une ancienne mannequin d'Andy Warhol, ex-épouse du chanteur des New York Dolls David Johansen, et a une deuxième fille, Mia Tyler. Ils divorcent en 1988. Cyrinda publie en 1997 Dream On, un livre relatant sa vie avec Tyler. Steven se marie de nouveau en l'année de son précédent divorce avec la créatrice de mode Teresa Barrick, avec qui il a une fille, Chelsea Anna Tallarico, et un fils, Taj Monroe Tallarico. Ils divorcent en 2006. Il a également eu une relation avec Erin Brady de 2006 jusqu'à leur séparation en janvier 2013, alors qu'un mariage était prévu depuis décembre 2011.

### Accusations d'agression sexuelle
Le chanteur a été accusé d'agressions sexuelles à deux reprises, en 2022 et 2023, pour des faits remontant aux années 1970. Julia Misley (anciennement Julia Holcomb), en couple avec le chanteur de 1973 (alors âgée de 16 ans) jusqu'à 1977 a ainsi déposé plainte pour agression sexuelle et intention délibérée d'infliger une détresse émotionnelle. Tyler, qui avait obtenu la garde d'Holcomb auprès de sa mère, l'aurait agressée sexuellement à plusieurs reprises et contrainte à avorter lorsqu'elle était enceinte à 17 ans. En novembre 2023, Jeanne Bellino porte également plainte contre Steven Tyler pour des faits d'agressions sexuelles qui se seraient produits en 1975, alors qu'elle était âgée de 17 ans. Cette affaire a été jugée non recevable aux critères permettant d'étendre les délais de prescription aux États-Unis.

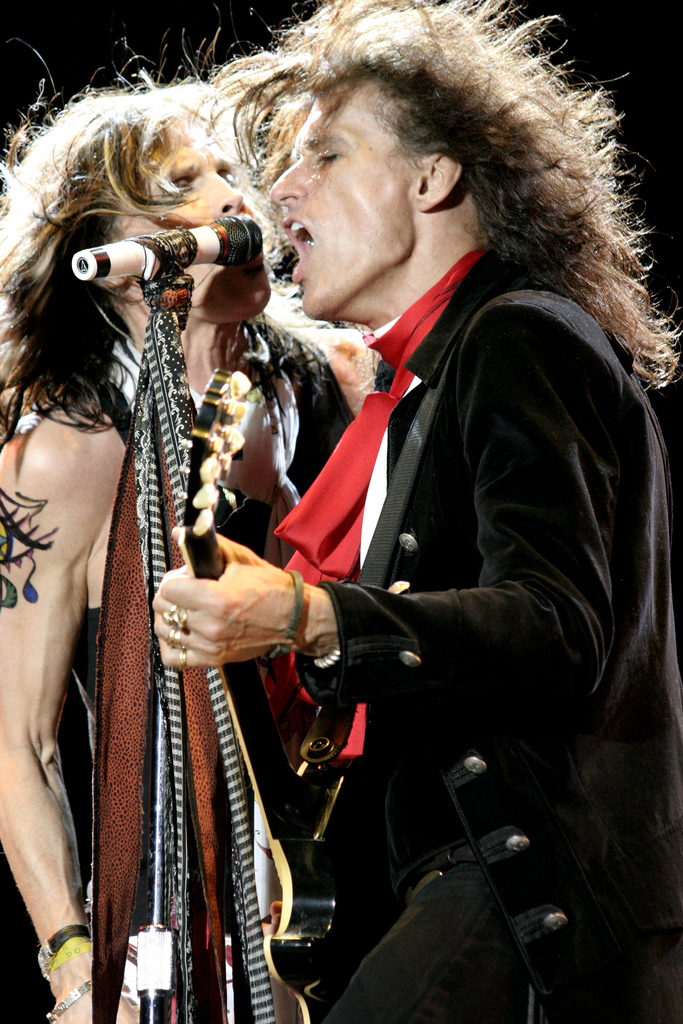
Les Toxic Twins.

### Toxic Twins
On attribua à Joe Perry et Steven Tyler le nom de Toxic Twins. Joe est froid, posé, alors que Steven est plus agité. La relation entre les deux compatriotes est complexe, compétitive et fascinante. Certaines périodes de grandes tensions, d’hostilité, de jalousie et de ressentiments font place à d’autres périodes très bonnes. La friction entre les deux débuta dès les premiers temps mais permit de favoriser leur créativité. Par exemple, le 6 novembre 1970, durant leur premier concert à l’école secondaire régionale de Nipmuc, à Boston, Steven criait à Joe de baisser le volume de sa guitare : image typique d’un groupe rock.

### Drogues et alcool
C’est durant l’un des étés où Steven séjournait à Sunapee qu’il commença à boire. Son premier souvenir remonte à une des saisons des pommes, où il goûta au cidre de pomme avec son cousin. Puis, il testa la marijuana avec les employés des lieux avant d'en cultiver lui-même. Steven fut arrêté pour possession de marijuana. Emmené au commissariat, il s'en tira avec une simple amende et dut rester en probation. En 1969, Steven participa au festival de Woodstock avec Don Solomon et Ray Tabano. Évidemment, les gens ayant assisté à l’événement n’étaient majoritairement pas sobres, Steven non plus. Il déclare avoir pris plusieurs doses. Toutefois, il se souvient de l’apparition de Hendrix vers les 3 heures du matin. Lorsque Steven était à Sunapee, il prenait de la Crystal Meth, une de ses drogues favorites. D'autres substances de préférence étaient la cocaïne et le Tuinals. Dans les années 71-72, Steven et les autres membres du groupe Aerosmith furent arrêtés et emmenés au commissariat pour possession de drogues. Heureusement, ils purent compter sur leur célébrité naissante à l'époque. Au cours de l’année 2009, Steven fit un séjour dans un centre de désintoxication cette fois-ci, à cause d'une dépendance à des analgésiques prescrits. Il reçut de l’aide de sa famille et de son équipe de tournée et production. Steven prit donc deux ans de congés, pour ensuite revenir en force avec Aerosmith.

### Opération à la gorge
Le 22 mars 2006, le Washington Post rapporte que Tyler subirait une opération chirurgicale à la suite de la rupture d'un vaisseau sanguin. L'attaché de presse de Tyler déclare que « malgré le désir d'Aerosmith de continuer la tournée aussi longtemps que possible, les médecins de Tyler lui suggèrent d'arrêter les concerts pour donner le temps à sa voix de récupérer. » Les concerts d'Aerosmith en Amérique du Nord sont annulés pour 2006.
L'opération effectuée pour soigner un vaisseau sanguin éclaté dans sa gorge est un succès. Après quelques semaines de repos, Steven Tyler et Aerosmith entrent en studio d'enregistrement le 20 mai 2006 pour travailler sur leur nouvel album. Une tournée est lancée pour l'automne 2006 avec Mötley Crüe, intitulée Route of All Evil Tour. Cependant, afin de récupérer au maximum, Tyler n'apparaîtra pas avant la deuxième moitié de la tournée.

### Hépatite C
Steven Tyler révèle en 2006 qu'il est atteint d'hépatite C depuis une date inconnue. Il a subi un traitement intensif pendant les trois dernières années, dont onze mois de chimiothérapie, qu'il dit « l'avoir presque tué ».  Il appelle l'hépatite C « The Silent Killer » (Le Tueur Silencieux).

## Discographie

### Chain Reaction
- 2 singles :
- 1966 : The Sun/When I Needed You
- 1968 : You Should Have Been Here Yesterday/Ever Lovin' Man

### Solo
- 2016 : We're All Somebody from Somewhere

## Filmographie
- 1978 : Sgt. Pepper's Lonely Hearts Club Band : Member of the Future Villain Band
- 1988 : The Decline of Western Civilization Part II: The Metal Years : Lui-même
- 1990 : Saturday Night Live : Musical guest; "Wayne's World" sketch : Lui-même
- 1991 : Les Simpson : Flaming Moe's episode : Lui-même (voice)
- 1993 : Wayne's World 2 : Lui-même
- 1993 : Saturday Night Live : Musical guest; "Bad Dancer" sketch : Lui-même
- 1997 : Saturday Night Live : Musical guest; "Mary Katherine Gallagher" sketch : Lui-même
- 1999 : Clubland : David Foster
- 2001 : Saturday Night Live : Musical guest : Lui-même
- 2002 : Lizzie McGuire : Father Christmas/Lui-même
- 2004 : Le Pôle xpress : Elf Lieutenant / Elf Singer
- 2004 : Goodnight Joseph Parker : Sammy
- 2005 : Be Cool : Lui-même
- 2003–2006 : Mon oncle Charlie : Lui-même; two episodes
- 2009 : Chris Botti In Boston : Lui-même
- 2010 : The Wonder Pets: Adventures in Wonderland[35] : The Mad Hatter
- 2011-2012 : American Idol : Lui-même (judge)
- 2013 : Ke$ha: My Crazy Beautiful Life : Lui-même; Episode: "A Warrior in the Making"
- 2013 : Epic : La Bataille du royaume secret : Nim Galuu (voice)
- 2013 : Miss Universe 2013 : Lui-même
- 2013 : Top Gear : Lui-même
- 2014 : Hell's Kitchen : Lui-même ; Episode : "11 Chefs Compete, Part 2"
- 2015 : Nashville[36] : Lui-même
- 2015 : American Idol : Lui-même
- 2017 : Get the Weed[37] : Lui-même

## Anecdotes
- Un cousin de Tyler[réf. souhaitée], Tommy Tallarico, est un pionnier de la musique de jeu vidéo, et créateur de la tournée mondiale de concerts Video Games Live, jouant avec des orchestres philharmoniques de tous les pays.
- En 2003, Tyler reçoit un diplôme honorifique du Berklee College of Music, et reçoit en 2005 un diplôme de docteur honorifique de l'université de Boston.
- Il a été placé à la 3e place dans le Top 100 des « Meilleurs chanteurs de heavy metal de tous les temps » du Hit Parader.
- Il prête sa voix à Nim Galuu dans Epic : La Bataille du royaume secret.
- Seasons of Wither est inspiré par les nuits où Steven devait marcher de longues distances de son travail à son domicile, à Sunapee[38].
- Steven Tyler se faisait passer pour le frère, Chris, de Mick Jagger[39].
- Steven Tyler a inspiré le mangaka Eiichirō Oda pour le look de son personnage de Jango dans One Piece[40]. En revanche, l'attitude de Jango est inspirée de Michael Jackson.